# Alberto Romano
Alberto Romano (Cesa, 8 giugno 1917 – Salerno, 25 febbraio 1996) è stato un militare italiano.

## Biografia

### Origini e formazione
Nacque a Cesa l'8 giugno 1917 da una famiglia di basse condizioni economiche, come testimoniato dall'emigrazione negli Stati Uniti dei suoi quattro fratelli maggiori. Frequentò con profitto l'Avviamento professionale e poi l'Istituto tecnico A. Volta di Napoli, vincendo nel frattempo due concorsi nazionali di matematica pura. Al termine del diploma (1936) vinse il concorso per Capo Tecnico delle Ferrovie e fu destinato alla Stazione di Apice dove conobbe Pina Cardone, sua futura moglie. Continuando a lavorare, si iscrisse all'Università di Napoli dove nel 1940 si laureò in Scienze economico-marittime.

### La seconda guerra mondiale
Allo scoppio della seconda guerra mondiale fu richiamato in Marina e frequentò il corso da Ufficiale di complemento presso l'Accademia Navale di Livorno. Al termine del corso venne nominato Aspirante Guardiamarina ed imbarcato per attività di scorta convogli.
Nel 1942 vinse il concorso per l'ingresso nel Corpo delle Capitanerie di Porto, e venne destinato presso la Capitaneria di Pola, allora città italiana. L'8 settembre 1943 fu con i colleghi arrestato dai Tedeschi ma riuscì a fuggire e a rifugiarsi a Como con la sua famiglia; dal 1943 al 1945 non rispose alla chiamata della Repubblica Sociale Italiana e mantenne la famiglia lavorando nella Compagnia di navigazione del Lago di Como.

### Dal secondo dopoguerra fino alla morte
Nell'estate del 1945 riprese il suo posto in Marina nelle Capitanerie di Castellamare di Stabia, Salerno, Molfetta e Catania. Giunse fino al massimo grado previsto dall'organico (Ammiraglio Ispettore), e a Roma al Ministero gettò le basi della componente navale del Corpo delle Capitanerie che, in anni recenti, si è trasformata in Guardia Costiera. Ottenne negli ultimi anni della sua carriera l'incarico di Comandante del Porto di Napoli.
Morì a Salerno, dove si era ritirato, il 25 febbraio 1996 e, come da suo desiderio, venne sepolto nel cimitero di Cesa dove riposa assieme ai suoi genitori ed a due figli deceduti in piccola età. In vita, fu nominato cittadino onorario di Aversa.